# Ayo Edebiri

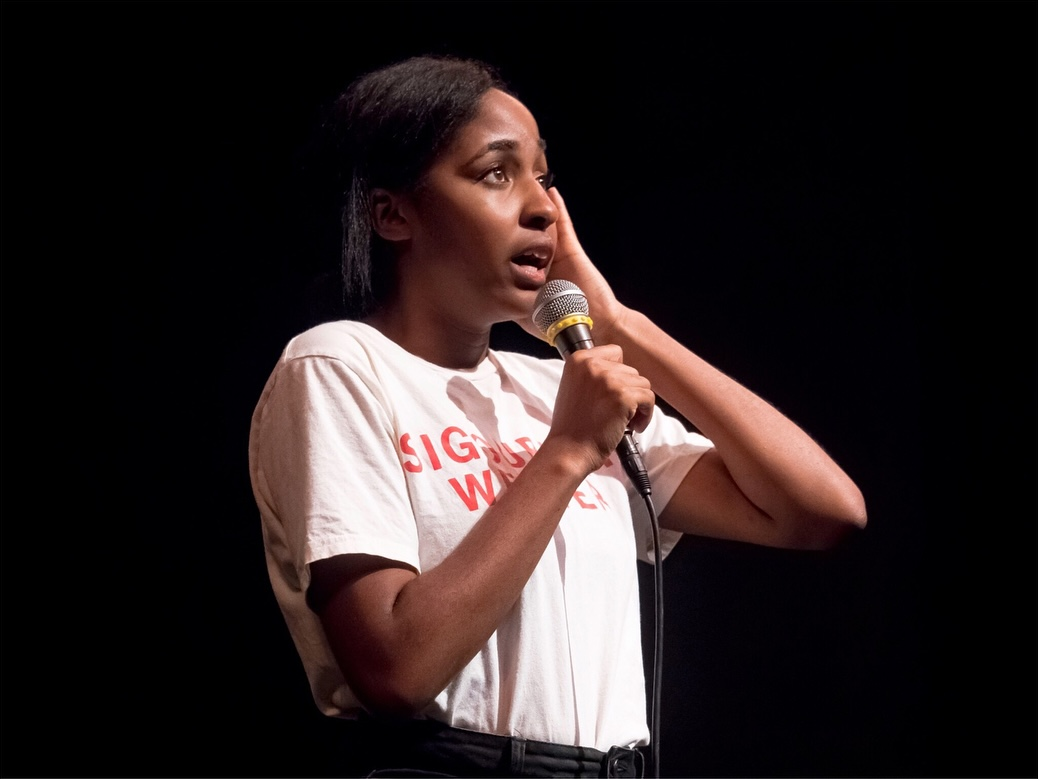
Ayo Edebiri (2018)

Ayo Edebiri (Aussprache [aɪoʊ əˈdɛbəri]; * 3. Oktober 1995 in Boston) ist eine US-amerikanische Filmschauspielerin und für das Fernsehen tätige Drehbuchautorin. Seit 2022 spielt sie in der Comedy-Drama-Serie The Bear: King of the Kitchen die Köchin Sydney Adamu, eine Rolle, für die sie 2024 einen Golden Globe Award, einen Primetime Emmy Award und einen Screen Actors Guild Award gewann.

## Leben
Ayo Edebiri wurde 1995 in Boston geboren. Ihre Eltern kamen als Immigranten in die USA. Ihre Mutter stammt aus Barbados, ihr Vater ursprünglich aus Nigeria, lebte aber bereits in Dorchester. Ab der achten Klasse besuchte sie die Boston Latin School und wurde dort Mitglied der Yellow Submarine Improv Troupe. Im Anschluss besuchte sie die New York University und plante, Englischlehrerin zu werden. Während ihres Lehramtsstudiums entdeckte sie ihre Liebe für die Schauspielerei, wechselte das Fach und studierte dann Dramatic Writing. Dort lernte sie auch ihre späteren Weggefährtinnen Rachel Sennott und Emma Seligman kennen, die gemeinsam das Drehbuch zu der Filmkomödie Bottoms schrieben, in der sie, in einer der beiden Hauptrollen, als Josie, zu sehen ist. Der Film kam Ende August 2023 in die US-Kinos. Zuvor war sie in mehreren Kurzfilmen und in Matthew Fifers und Kieran Mulcares Spielfilmdebüt Cicada in einer kleinen Nebenrolle zu sehen. Im Jahr 2022 war sie auch als Drehbuchautorin für die Comedy-Serie What We Do In the Shadows tätig. Für das von ihr geschriebene Drehbuch zur Folge Private School wurde sie 2023 bei den Writers Guild of America Awards nominiert.
Ende Januar 2023 wurde bekannt, dass sie in der Rolle von Erin Cicero in dem Film Thunderbolts dem Marvel Cinematic Universe beitritt. Ebenfalls 2023 war Edebiri in dem Film The Sweet East von Sean Price Williams in einer Nebenrolle zu sehen.
Für die Rolle der Köchin Sydney Adamu in der Fernsehserie The Bear: King of the Kitchen, wurde Edebiri bei den Golden Globe Awards 2024 als beste Serien-Hauptdarstellerin in einer Komödie/Musical und bei der Primetime-Emmy-Verleihung 2023 als beste Serien-Nebendarstellerin einer Komödie ausgezeichnet. Bei den Screen Actors Guild Awards 2024 wurde sie ebenfalls für diese Rolle als beste Darstellerin in einer Comedy-Serie nominiert.
Anfang 2024 wurde angekündigt, dass sie im Pixarfilm Alles steht Kopf 2 als Stimme der Rolle Neid zu hören sein wird, die Veröffentlichung erfolgte im Juni 2024.

## Filmografie (Auswahl)
- 2014: Defectives (Miniserie, Folge 1x04)
- 2020: Ayo and Rachel are Single (Miniserie, 3 Folgen)
- 2020: Cicada
- 2020–2023: Bigtop Burger (Fernsehserie, 6 Folgen)
- 2020–2025: Big Mouth (Fernsehserie, Stimme)
- 2021: How It Ends
- 2021: As of Yet
- 2021: The Premise (Fernsehserie, Folge 1x01)
- 2021: Dickinson (Fernsehserie, 6 Folgen)
- 2022: Der erste Blick, der letzte Kuss und alles dazwischen (Hello, Goodbye and Everything in Between)
- seit 2022: The Bear: King of the Kitchen (The Bear, Fernsehserie)
- 2023: Theater Camp
- 2023: Bottoms
- 2023: Abbott Elementary (Fernsehserie, 2 Folgen)
- 2023: Black Mirror (Fernsehserie, Folge 6x01)
- 2023–2024: Clone High (Fernsehserie, Stimme von Harriet Tubman in 20 Folgen)
- 2023: The Sweet East
- 2023: Spider-Man: Across the Spider-Verse
- 2023: Teenage Mutant Ninja Turtles: Mutant Mayhem
- 2023: Theater Camp
- 2024: Omni Loop
- 2024: Alles steht Kopf 2 (Inside Out 2, Stimme)
- seit 2024: Die Abenteuer der Teenage Mutant Ninja Turtles (Tales of the Teenage Mutant Ninja Turtles, Fernsehserie, Stimme)
- 2025: Alfred Morettis Opus (Opus)

## Auszeichnungen
British Academy Film Award
- 2024: Nominierung für den EE Rising Star Award

Critics’ Choice Television Award
- 2023: Nominierung als Beste Nebendarstellerin in einer Comedyserie (The Bear: King of the Kitchen)
- 2024: Auszeichnung als Beste Hauptdarstellerin in einer Comedyserie (The Bear: King of the Kitchen)

Directors Guild of America Award
- 2025: Nominierung für die Beste Regie bei einer Comedyserie (The Bear: King of the Kitchen, Folge Napkins)[9]

Dorian Award
- 2024: Auszeichnung mit dem „We’re Wilde About You!“ Rising Star Award[10]

Emmy
- 2023: Auszeichnung als Beste Nebendarstellerin – Comedyserie (The Bear: King of the Kitchen)
- 2024: Nominierung als Beste Hauptdarstellerin – Comedyserie (The Bear: King of the Kitchen)

Golden Globe Award
- 2024: Auszeichnung als Beste Hauptdarstellerin – Comedyserie (The Bear: King of the Kitchen)
- 2025: Nominierung als Beste Hauptdarstellerin – Comedyserie (The Bear: King of the Kitchen)

Gotham Award
- 2022: Nominierung für die Beste Rolle in einer neuen Serie (The Bear: King of the Kitchen)

Independent Spirit Award
- 2023: Auszeichnung als Beste Nebendarstellerin in einer neuen Serie (The Bear: King of the Kitchen)

NAACP Image Award
- 2023: Nominierung für das Beste Drehbuch für eine Comedyserie (What We Do in the Shadows, Folge Private School)

Screen Actors Guild Award
- 2023: Nominierung als Mitglied des Besten Schauspielensembles in einer Comedyserie (The Bear: King of the Kitchen)
- 2024: Auszeichnung als Mitglied des Besten Schauspielensembles in einer Comedyserie (The Bear: King of the Kitchen)
- 2024: Auszeichnung als Beste Darstellerin in einer Comedyserie (The Bear: King of the Kitchen)
- 2025: Nominierung als Beste Darstellerin in einer Comedyserie (The Bear: King of the Kitchen)[11]

Writers Guild of America Award
- 2023: Nominierung in der Kategorie Episodic Comedy (What We Do in the Shadows, Folge Private School)[12]